# Eragrostis infecunda
Eragrostis infecunda är en gräsart som beskrevs av John McConnell Black. Eragrostis infecunda ingår i släktet kärleksgrässläktet, och familjen gräs. Inga underarter finns listade i Catalogue of Life.